# Jan Feliks Hrebnicki

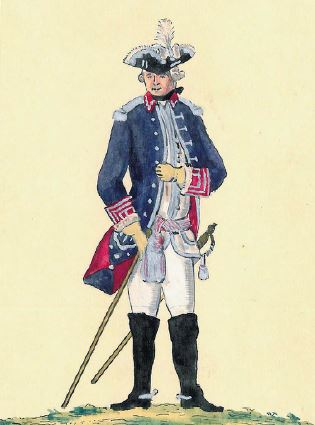
Generał wojsk Rzeczypospolitej w latach 70. XVIII w. według Gabriela N. Raspe.

Jan Feliks Hrebnicki herbu Ostoja (1750-1787) – generał wojsk litewskich.

## Życiorys
Jan Feliks Hrebnicki należał do heraldycznego rodu Ostojów (Mościców). Przodkowie Hrebnickiego wywodzili się z Wielkiego Księstwa Litewskiego. Jego rodzina była wymieniana przez Kaspra Niesieckiego, Adama Bonieckiego, Teodora Żychlińskiego i innych polskich heraldyków i genealogów.
Jan Feliks Hrebnicki był synem Antoniego Urbana i Anny z Korsaków. Ożenił się z Konstancją Białłozor, córką Józefa, skarbnika upickiego, z którą miał dwie córki – Annę Chalecką, podkomorzynę biecką i Teodorę Sołtan, marszałkową rzeczycką.
Jan Feliks Hrebnicki w roku 1781 pisał się podpułkownikiem artylerii. Potem był generałem wojsk litewskich. Zmarł w 1787 roku. Jego małżonka w roku 1798 przekazała córkom wszystkie dobra ziemskie spadłe po nim. Były to: Brzecze, Mosarz, Sierocin, Tustejki, Hrebnica, Jassy, Podubie, Podwiszeniewicze, Zaborze, Kołosznia, Rypinszczyzna, Łupieniec, Zahrodzie, Kuchaczyn oraz dworki i pałace w Witebsku.